# 蔡少公
蔡少公（?—?），南阳郡穰县（今河南省邓州市）人，西汉、新朝时代的文士。
光武帝刘秀發跡前曾经跟二姐夫邓晨一起拜访蔡少公，蔡少公对图谶颇有研究，在宴會上说“刘秀当为天子！”有人問“这说的是国师公刘秀（王莽國師，本名劉歆，後改名劉秀。與光武帝同名）吧？”刘秀开玩笑说：“你怎么知道不是我呢？”在座的都哄堂大笑。只有邓晨暗喜。

## 影视形象
- 《秀丽江山之长歌行》李立群 饰演 蔡少公